# Лігоріо Лопес
Антоніо Лігоріо Лопес Альтамірано (ісп. Antonio Ligorio López Altamirano, 3 липня 1933 — 31 серпня 1993) — мексиканський футболіст, що грав на позиції нападника, зокрема, за клуб «Ірапуато», а також національну збірну Мексики.

## Клубна кар'єра
Виходячи з нечислених даних, Лопес виступав за команду «Атланте» у сезоні 1955-56, а потім (з 1956 по принаймні 1964) грав у клубі «Ірапуато», забивши в його складі 64 м'ячі.

## Виступи за збірну
26 лютого 1956 року дебютував в офіційних матчах у складі національної збірної Мексики. Протягом кар'єри у національній команді провів у її формі 6 матчів, забивши 2 голи — по одному в кожному з відбіркових матчів ЧС-1958 з Коста-Рикою (2-0, 1-1).
Був присутній в заявці збірної на чемпіонаті світу 1958 року у Швеції, але на поле не виходив.
Помер 31 серпня 1993 року на 61-му році життя.